# Queensferry

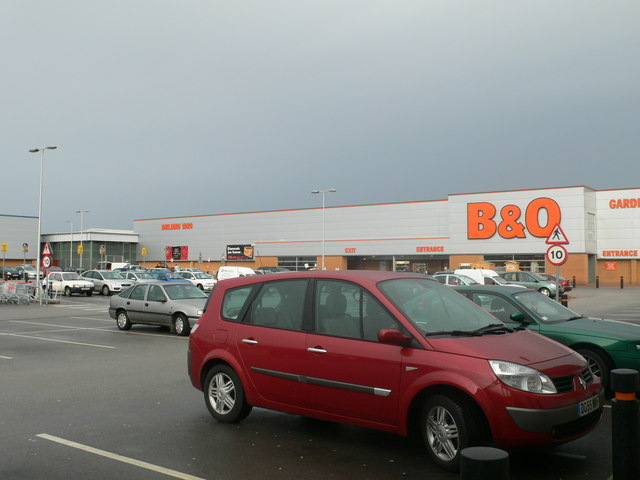
Parque comercial de Queensferry, con B&Q, una tienda de bricolaje.

Queensferry (idioma galés: Y Fferi Isaf  (utilizado raramente) es una villa galesa en el noreste del condado de Flintshire. Está al lado de la carretera A494 y el río Dee. La población de la parroquia de Queensferry es 1.924, según el censo de 2001.
Queensferry fue fundado en 1737 como Lower Ferry (Transbordador más Bajo), debido a una línea de transbordadores sobre el río Dee, y otra línea sobre el río en otra villa de Flintshire que ahora es Saltney. Debido a la ubicación de Saltney, más alto en el curso del Dee, era conocido como Higher Ferry (Transbordador más Alto). En 1820, después de la adhesión del Rey Jorge IV del Reino Unido, el nombre de Lower Ferry fue cambiado a Kingsferry (Transbordador del Rey). En 1837, cuando la Reina Victoria del Reino Unido fue coronada, el nombre de la villa fue cambiado además a Queensferry (Transbordador de la Reina). Su nombre galés, Y Fferi Isaf, es una traducción del nombre inglés, pero debido a la talla y edad de la villa, no es utilizado mucho.